# Surya Citra Televisi
Surya Citra Televisi (SCTV) ist ein indonesischer Fernsehsender, der zu Surya Citra Media gehört.

## Geschichte
Surya Citra Televisi startete sein Programm am 24. August 1990 in Surabaya, Ostjava. Zunächst war das Programm ähnlich dem des RCTI, wobei einige ihrer Nachrichtenprogramme genutzt wurden, bis SCTV seine eigenen produzieren konnten. Am 1. August 1993 erhielt SCTV eine nationale Lizenz und verlegte schließlich seinen Betrieb nach Jakarta. Die Hauptbüros befinden sich in Zentraljakarta, mit Studios in Westjakarta.